# Різдвяний сніг надії
Різдвяний сніг надії — фільм драма, комедія 1999 року, знятий режисером Адамом Маркусом.

## Опис
Сара і Джеймс зустрічаються в один прекрасний, незвично сніжний день. Вони проводять разом увесь вечір, і самі не підозрюють, що вони вже пов'язані на все життя. Але 4 роки потому, вже в Нью-Йорку, вони розлучаються, здається, що у них більше немає нічого спільного. Ризикуючи втратити Сару назавжди — вона вже була заручена з іншим і збирається в найшвидшому часі заміж — Джеймс молиться, щоб пішов сніг і повернув йому ще один шанс повернути Сару...

## Актори
- Кіпп Маркус
- Еліс Ділан
- Бернадетт Піртерс
- Ларрі Пайн
- Генрі Сіммонс
- Джудіт Меліна
- Міріам Шор
- Майкл Марісі Орнштейн
- Сізл Оглсбі
- Дебра Салліван